# Etheostoma zonistium
Etheostoma zonistium är en fiskart som beskrevs av Bailey och Etnier, 1988. Etheostoma zonistium ingår i släktet Etheostoma och familjen abborrfiskar. Inga underarter finns listade i Catalogue of Life.